# Мост Янпу
Мост Янпу (кит. 杨浦大桥) — комбинированный мостовой переход, пересекающий реку Хуанпуцзян, расположенный на территории города центрального подчинения Шанхай; 25-й по длине основного пролёта вантовый мост в мире (19-й в Китае). Является частью скоростной автодороги Inner Ring Elevated Road — кольцевая эстакадная автодорога в центре Шанхая. Мост является первым на планете мостом с композитной балкой, опоры которого — двойные. Его эксплуатация официально началась 23 октября 1993 года.

## Характеристика
Мост соединяет западный и восточный берега реки Хуанпуцзян на территории района Янпу города центрального подчинения Шанхай, соединяя соответственно исторический центр Пуси и новый район Пудун.
Длина мостового перехода — 8 345 м, в том числе вантовый мост 1 172 м. Мостовой переход представлен секцией двухпилонного вантового моста с основным пролётом длиной 602 м и двумя эстакадными мостовыми подходами с обеих сторон. По обе стороны основного пролёта секции вантового моста расположено по два дополнительных пролёта в разных направлениях длинами по 144 (ближе к основному пролёту) и 99 м. Высота основных башенных опор вантового моста — 223 м. Башенные опоры моста имеют форму перевернутой буквы Y. 
Имеет 6 полос движения (по три в обе стороны). 
На время открытия мост был первым по длине основного пролёта вантовым мостом в мире и в Китае. Янпу уступил первенство в 1995 году после открытия моста Нормандии через реку Сена, с длиной основного пролёта 856 м. Дизайн моста был разработан совместно тремя учреждениями The Shanghai Municipal Engineering Design Institute, Shanghai Urban Construction College и Shanghai Urban Construction Design Institute. Мост был построен за 2 года и 5 месяцев компанией Shanghai Huangpujiang Bridge Engineering Construction. Строительство моста обошлось в 259 млн. долларов США.